# Wieńczysław Badzian
Wieńczysław Badzian (ur. 13 stycznia 1889 w Husynnem, zm. 8 kwietnia 1953 w Łodzi) – polski samorządowiec i działacz związkowy, wiceprezydent Łodzi (1921–1923), poseł na Sejm I kadencji (1922–1927). 

## Życiorys
Po ukończeniu progimnazjum w Zamościu zdał egzamin maturalny przy gimnazjum realnym w Mińsku Litewskim i podjął studia z dziedziny prawa na Uniwersytecie Moskiewskim. W 1909 przyłączył się do PPS – Frakcji Rewolucyjnej, gdzie działał m.in. jako agitator na Zamojszczyźnie.
W czasie I wojny światowej zmobilizowany do wojska rosyjskiego znalazł się na terenie Białoruskiej SRR, pełniąc do 1920 obowiązki radnego Mińska wybranego z listy polskich socjalistów. Zasiadał w Zarządzie Miejskim Mińska, w którym kierował Wydziałem Gospodarki.
Jesienią 1920 powrócił do Polski centralnej – został ławnikiem łódzkiego magistratu (członkiem zarządu). Od 1921 do 1923 pełnił obowiązki wiceprezydenta Łodzi z ramienia Polskiej Partii Socjalistycznej. W 1922 został posłem z terenu województwa poleskiego (okręgu Pińsk, do 1928). W 1928 przyłączył się do PPS – dawnej Frakcji Rewolucyjnej. W latach 30. działał w ruchu związkowym w Łodzi i w Małopolsce Wschodniej.
W czasie okupacji niemieckiej pracował jako robotnik w fabryce maszyn „John” w Łodzi. Od 1941 współpracował z Polskimi Socjalistami, później działał w Robotniczej Partii Polskich Socjalistów.
Od 1945 do 1947 kierował partyjną komórką Komitetu Dzielnicowego PPS Zielona w Łodzi. W 1948 przystąpił wraz z PPS do Polskiej Zjednoczonej Partii Robotniczej.

## Życie prywatne
Był synem Józefa i Marii z Oryszkiewiczów, miał dwóch braci: Bolesława (młynarza) i Leopolda (wizytatora szkół średnich). Jego żoną była Zofia Kazimiera z Bekieszów (1892–?), a córkami Zofia Pietraszkiewicz (1918–?), pracownik NBP, i Krystyna Badzian-Kobos (1921–2000), stomatolog, profesor UŁ. Jego wnukiem jest Józef Wieńczysław Kobos (ur. 1953) – polski lekarz i naukowiec związany z Łodzią.

## Odznaczenia
- Srebrny Krzyż Zasługi (8 maja 1946)[1]